# Малоподвальная улица
Малоподвальная улица — улица в Шевченковском районе города Киева.
Пролегает от переулка Тараса Шевченко до Владимирской улицы.

## История
Возникла в 1830-е годы вдоль старого вала Киевских укреплений и, в противовес улице Большой Подвальной (теперь улицы Ярославов вал), получила название Малоподвальной. К Малоподвальной улице присоединяется улица Паторжинского.
В доме № 5 (не сохранился) жил языковед и писатель Агафангел Крымский, в доме № 29 — музыковед Климент Квитка.
До сдачи в эксплуатацию в 1973 году Киевской телебашни, на улице располагался передающий телецентр, где также была телевизионная башня, которая имела вид треугольной ажурной металлической пирамиды с острыми углами.

## В литературе
Улица фигурирует в романе Михаила Булгакова «Белая гвардия» под названием Мало-Провальная улица, которую писатель называет «самой фантастической улицей в мире». Именно по ней бежал Алексей Турбин, спасаясь и отстреливаясь от петлюровцев.

## Здания
- Дом № 15 — Дом Телаловой

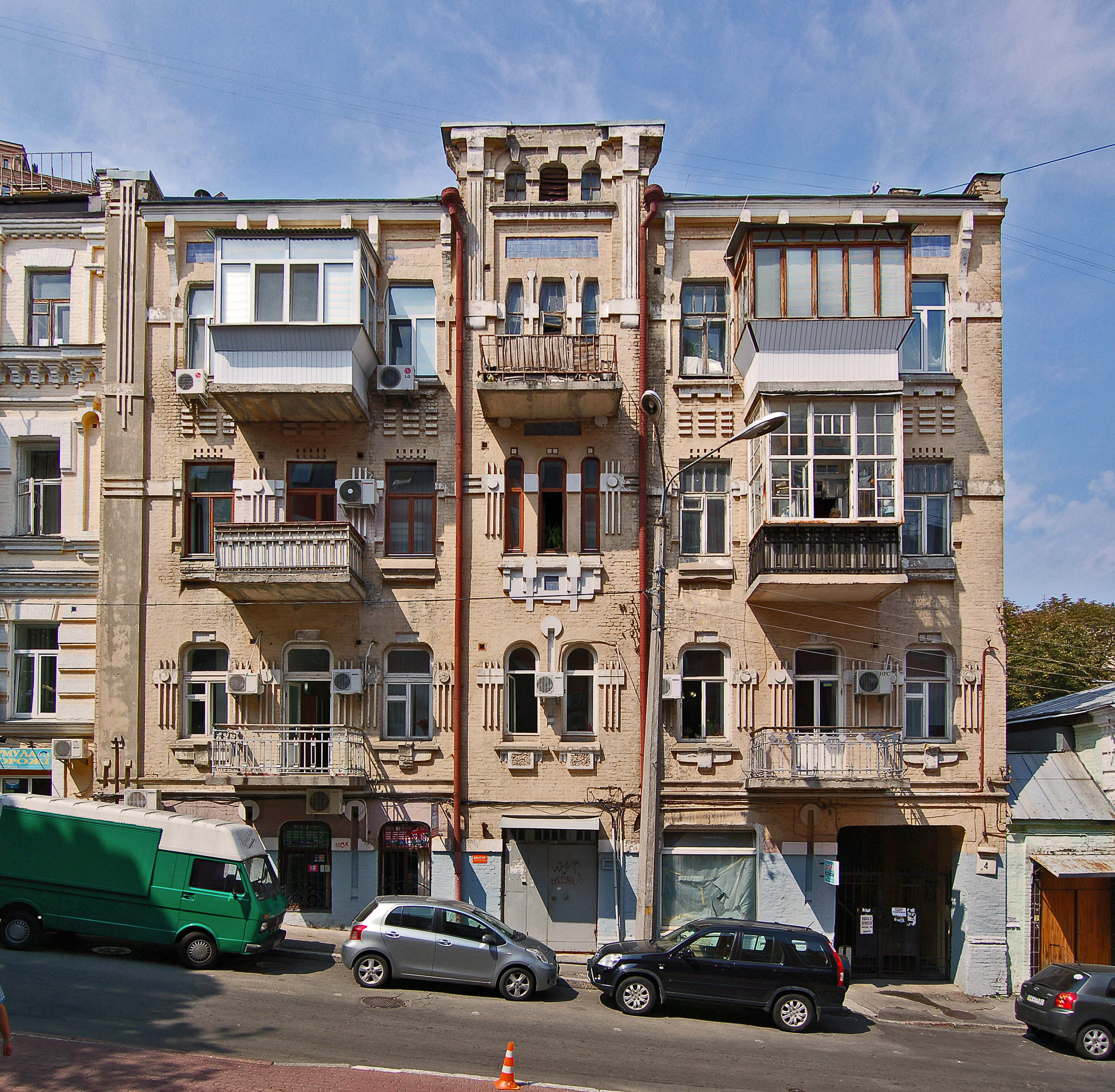
Дом № 4
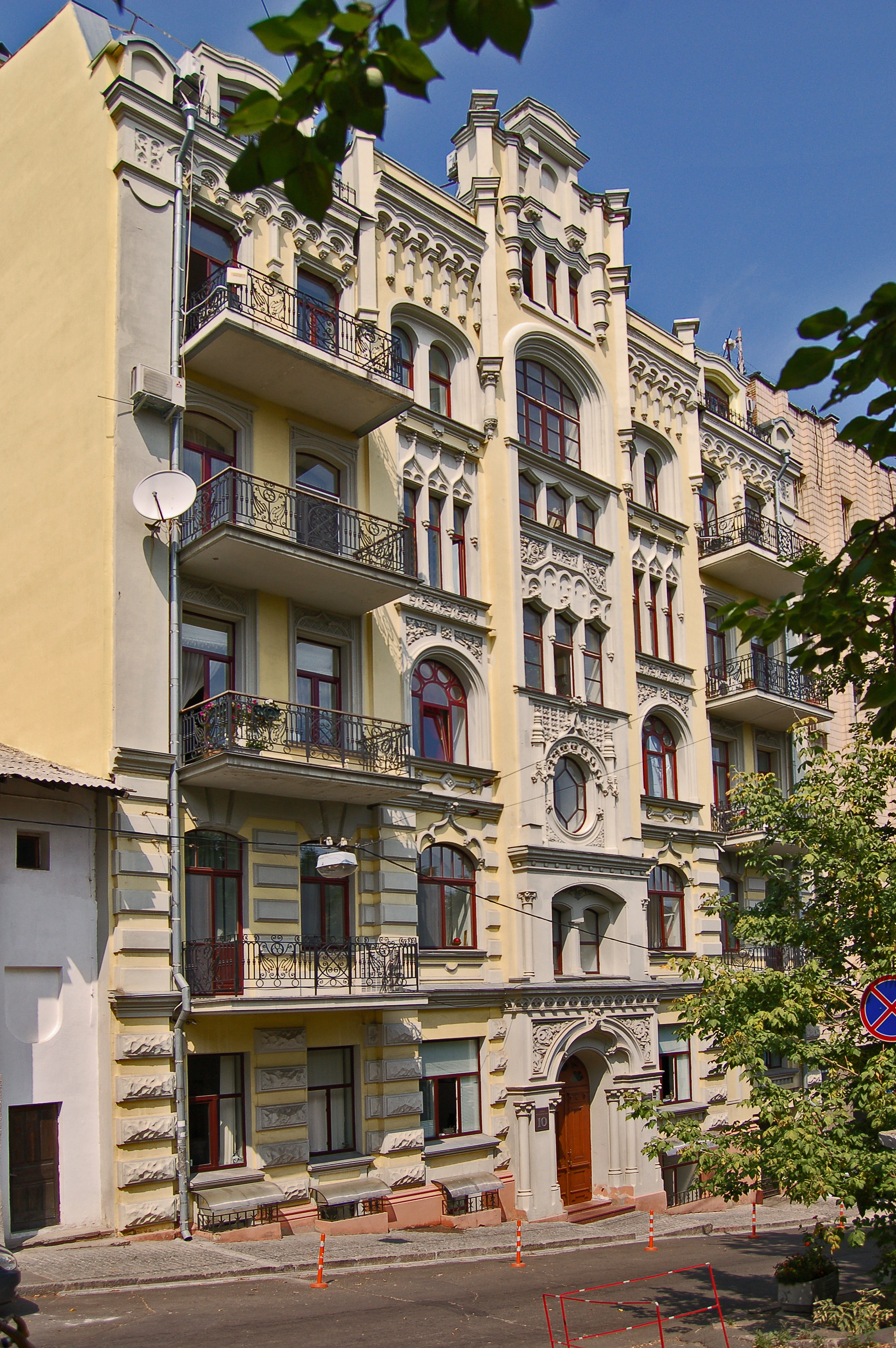
Дом № 10
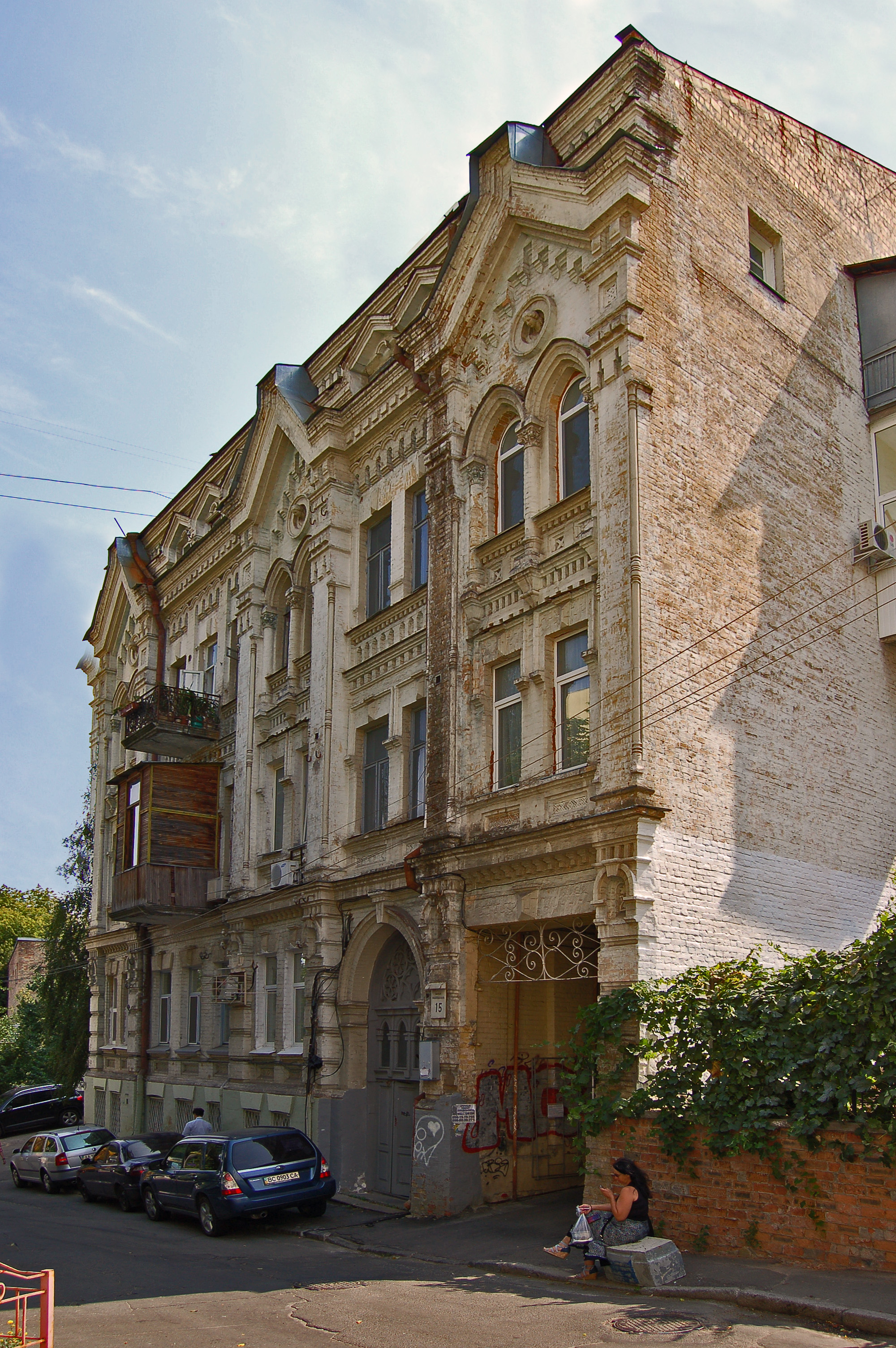
Дом № 15